# Karol Praženica
Karol Praženica (ur. 15 listopada 1970) – słowacki piłkarz występujący na pozycji pomocnika. 

## Kariera klubowa
Praženica karierę rozpoczynał w 1989 roku w Dukli Bańska Bystrzyca, grającej w pierwszej lidze czechosłowackiej. Występował tam przez dwa sezony, a potem odszedł do także pierwszoligowej Slavii Praga. W sezonie 1992/1993 wywalczył z nią wicemistrzostwo Czechosłowacji.
W 1993 roku Praženica przeszedł do chorwackiego Hajduka Split. W sezonie 1993/1994 zdobył z nim mistrzostwo Chorwacji, a w sezonie 1994/1995 mistrzostwo Chorwacji oraz Puchar Chorwacji. W 1995 roku odszedł do greckiego OFI 1925, gdzie spędził sezon 1995/1996.
W 1996 roku Praženica został graczem słowackiego 1. FC Košice, z którym w sezonie 1996/1997 wywalczył mistrzostwo Słowacji. Na początku 1998 roku przeniósł się do Dukli Bańska Bystrzyca, gdzie grał do końca sezonu 1998/1999. Następnie występował w niemieckiej Fortunie Düsseldorf, czeskim Dynamie Czeskie Budziejowice oraz węgierskim Sopronie, gdzie w 2003 roku zakończył karierę.

## Kariera reprezentacyjna
W reprezentacji Słowacji Praženica zadebiutował 8 marca 1995 w wygranym 2:1 towarzyskim meczu z Rosją. W latach 1995–1997 w drużynie narodowej rozegrał 6 spotkań.